# Antipsicotico atipico

Clozapina, il primo antipsicotico atipico.

Gli antipsicotici atipici, conosciuti anche come antipsicotici di seconda generazione, sono una classe di psicofarmaci appartenenti alla categoria degli antipsicotici utilizzati per il trattamento di condizioni psichiatriche come la schizofrenia, le psicosi, il disturbo bipolare ma anche, in alcuni particolari casi, per il trattamento della depressione.
Si differenziano dagli antipsicotici di prima generazione per avere un meccanismo d'azione più complesso, caratterizzato da una minore affinità per i recettori dopaminergici e un'azione su alcuni sottotipi recettoriali serotoninergici (come l'antagonismo al 5HT2A e 5HT2C): ciò permette di migliorare il profilo di effetti collaterali, soprattutto quelli di tipo extrapiramidale, rigidità muscolare e tremori involontari. La loro efficacia è, secondo alcuni autori leggermente minore, secondo altri paragonabile, a quella dei farmaci di prima generazione. Dato il loro rapporto rischio-beneficio più favorevole sono preferiti ai primi nel trattamento dei disturbi psichiatrici.
Come nel caso dei farmaci di prima generazione, in ogni caso, sono presenti effetti avversi anche gravi, come sindrome neurolettica maligna, prolungamento del QT, sindrome metabolica, diminuzione del volume cerebrale, compresi i danni permanenti come la discinesia tardiva. Dal maggio 2013 non è più necessaria in Italia la prescrizione con piano terapeutico per gli antipsicotici atipici: aripiprazolo, asenapina, olanzapina, paliperidone, quetiapina, risperidone, ziprasidone. Rimane ancora necessaria la compilazione del piano terapeutico per la clozapina da parte di uno psichiatra del Servizio Sanitario Nazionale.

## Meccanismo di azione
- Amisulpride
- Levosulpiride
- Sulpiride, caratterizzata da un meccanismo d'azione unico e perciò utile, a basse dosi, anche nel trattamento dei disturbi d'ansia e depressivi.
- Tiapride, caratterizzata da scarsi effetti sedativi e cognitivi, ha un'elevata selettività verso il sistema limbico per cui genera scarsi effetti collaterali extrapiramidali.
- Clotiapina
- Quetiapina, caratterizzata da un maggiore effetto sedativo, ansiolitico, effetti collaterali legati al controllo della glicemia ed aumento di peso.
- Olanzapina, simile alla quetiapina è tra tutti quello che causa il maggior aumento di peso, effetti collaterali legati al controllo della glicemia, metabolici, ormonali ed effetti collaterali paradossi di tipo psichiatrico.
- Clozapina, indicato nelle forme resistenti, è generalmente considerato un trattamento di seconda linea a causa dei potenzialmente gravi effetti collaterali.
- Iloperidone
- Paliperidone
- Risperidone, dotato di elevata selettività e di scarso effetto sedativo.
- Ziprasidone, farmacologicamente simile al risperidone ha in confronto a questo un peggior profilo di effetti collaterali ma è tra tutti quello che causa il minore aumento di peso.
- Lurasidone, possiede potenziale di interazione con diversi farmaci (come ad esempio alcuni antibiotici) ma potenziali benefici per i deficit cognitivi.
- Brexpiprazolo
- Aripiprazolo, definito da alcuni autori un antipsicotico di terza generazione perché agisce da agonista parziale di alcuni recettori della dopamina e della serotonina.
- Cariprazina, ultima molecola approvata, presenta un profilo farmacologico originale venendo perciò classificata come antipsicotico di terza generazione assieme all'aripiprazolo.